# Frank Jerwood
Frederick Harold "Frank" Jerwood (ur. 29 listopada 1885 w Keighley, zm. 17 lipca 1971 w Leicester) – brytyjski wioślarz i duchowny, brązowy medalista olimpijski.
Kształcił się w Jesus College University of Cambridge. W 1908 roku brał udział w The Boat Race; osada Cambridge odniosła zwycięstwo.
Wystąpił na igrzyskach olimpijskich w Londynie w 1908 roku, gdzie brytyjska osada Cambridge w składzie: Frank Jerwood, Eric Powell, Oswald Carver, Edward Williams, Henry Goldsmith, Harold Kitching, John Burn, Douglas Stuart i Richard Boyle zdobyła brązowy medal. Był to jego jedyny start olimpijski.
Jerwood był duchownym. Był też rektorem szkoły dla ubogich dzieci w Burton Overy.